# Nita Värhammar
Nita Ingegärd Värhammar, född 12 november 1921 i Stockholm, död 25 juni 2009 i Linköping, var en svensk skådespelare, scripta, produktionsassistent och manusförfattare.

## Filmografi

### Roller
- 1946 – Ungdom i fara
- 1947 – Varsågod och skölj
- 1950 – Regementets ros

### Filmmanus
- 1966 – Ormen

## Teater

### Roller
| År   | Roll                  | Produktion                    | Regi            | Teater      |
| ---- | --------------------- | ----------------------------- | --------------- | ----------- |
| 1947 | Miss Gwendolen Graham | Solfjädern Oscar Wilde        | Martha Lundholm | Vasateatern |
| 1948 | Tant Matilde          | Kärlekens komedi Henrik Ibsen | Martha Lundholm | Vasateatern |
| 1949 | Miriam Wilkins        | Kära Ruth Norman Krasna       | Gösta Cederlund | Vasateatern |